# Funk 49
«Funk #49» es una canción escrita por Joe Walsh, Jim Fox y Dale Peters, y grabada por la banda estadounidense de hard rock The James Gang. La canción apareció como el sencillo principal del segundo álbum de estudio del grupo, James Gang Rides Again (1970). La canción se convirtió en un éxito moderado tras su lanzamiento, alcanzando el puesto 59 en el Billboard Hot 100.

## Composición

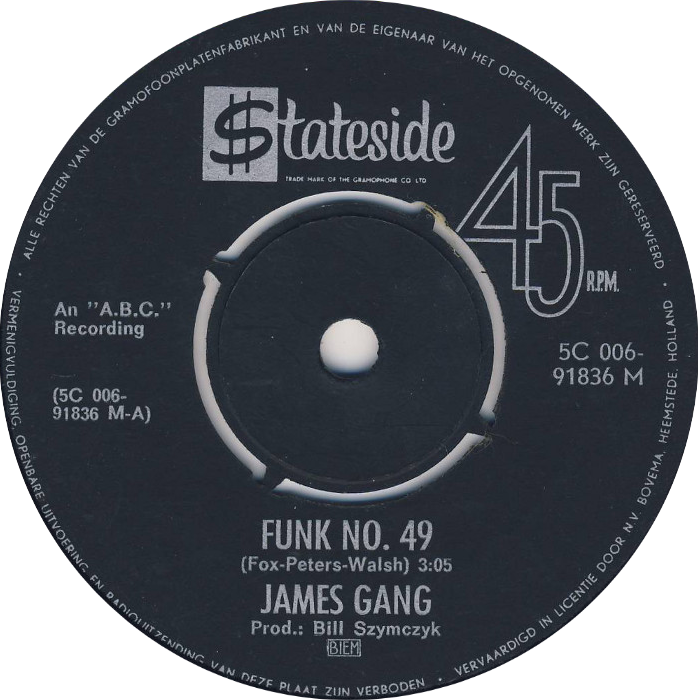
Lado A del lanzamiento de sencillo en Países Bajos en 1970.

«Funk #49» tiene una duración de 3 minutos con 54 segundos, aunque solo tiene dos versos. Gran parte de la canción es instrumental, inspirada en la guitarra de Joe Walsh, el trabajo de bajo de Dale Peters y la batería de Jim Fox. La letra se centra en una novia salvaje que el cantante no puede domar. La mayor parte de la canción es un vehículo para la interpretación de guitarra de Walsh. La canción obtuvo su título como una secuela de «Funk #48», una canción de Yer' Album, su primer LP.
Walsh explicó la escritura de la canción: “Se me ocurrió el lick de guitarra básico, y las palabras nunca me impresionaron intelectualmente, pero parecían encajar de alguna manera. Fue un muy buen ejemplo de cómo unimos las cosas, teniendo en cuenta que era un grupo de tres piezas, y no creo que hubiera ninguna sobregrabación. Lo único que realmente agregamos fue la parte central de percusión, que en realidad tocamos los tres, poniendo algunas partes encima de la batería, pero ese es el James Gang de tres piezas, y esa es la energía y el tipo de simetría que todos teníamos".
Walsh luego grabaría «Funk #50», que se incluyó en su álbum en solitario Analog Man (2012).

## Posicionamiento
| Gráfica (1970)                     | Pico de posición |
| ---------------------------------- | ---------------- |
| Estados Unidos (Billboard Hot 100) | 59               |